# Theages bricenoi
Theages bricenoi är en fjärilsart som beskrevs av Rothschild. Theages bricenoi ingår i släktet Theages och familjen björnspinnare. Inga underarter finns listade i Catalogue of Life.